# Primošten
Primošten falu és község Horvátországban Šibenik-Knin megyében. Primošten híres strandjairól, kedvelt turisztikai célpont.

## Fekvése
Šibenik központjától légvonalban 16, közúton 30 km-re délre, Dalmácia középső részén, Sibenik és Trogir közt egy mesterséges félszigeten fekszik. Eredetileg egy sziget volt, de a régi fahíd elbontása után a tengert feltöltötték. Mediterrán hangulatú település, sok kis kőház és szűk utcák jellemzik.

## A község települései
Közigazgatásilag Kruševo, Ložnice, Primošten Burnji, Široke, Vadalj és Vezac települések tartoznak hozzá.

## Története
Ez a terület már az i. e. 7. században is lakott volt és fontos kereskedelmi és katonai központnak számított. A község területén nagyon korai illír, görög és szláv települések nyomai is megtalálhatók. A 10. században ezt a területet Parathelsiának, majd később a 19. század végéig Bosiljinának nevezték. Bosiljina két régióból a primošteni és a rogožnicai körzetből tevődött össze. A primošteniek elődei a bogumilok voltak. A 15. század folyamán ugyanis nyolcvan bogumil család érkezett Boszniából a török hódítás elől menekülve a Šibenikre és a városhoz tartozó területekre védelmet kérve a városi hatóságoktól, akik befogadták és hajón tíz tengeri mérfölddel délebbre szállították őket. A kis öblöt ahol a hajók kikötöttek ma is Bosanski Dolacnak nevezik. Ekkor ez a terület még puszta és sziklás volt. Ezután a menekültek még négy kilométert gyalogoltak kelet felé, hogy távolabb kerüljenek a tengerparttól és megérkeztek egy nagyobb fennsíkra, ahol a šibeniki püspökség segítségével felépítették házaikat és templomukat. Így jött létre a legkorábbi primošteni falu Prhovo, majd valamivel később Široke és Kruševo. A biztonságos élet feltételei egészen addig fennálltak, amíg a 15. század végétől a török csapatok nem kezdték támadni ezt a területet is. Ekkor Prhovo, Široke és Kruševo lakossága a sorozatos támadások és fosztogatások elől a közeli kis Gola Glava (Caput Cista) szigetre menekült, ahol megalapították új településüket Primoštent. Primoštent 1564-ben említik először ezen a néven, ekkor már falakkal és tornyokkal megerősített településként. Mivel Primošten eredetileg egy szigeten feküdt, egy fahíd biztosította a szárazfölddel való összeköttetést. Lakói nem voltak elszigetelve a szárazföldi megművelhető területektől sem, mert még az állandó török veszély ellenére is művelték földjeiket, melyek továbbra is megélhetésük legfőbb forrásai voltak. A török fenyegetés végeztével a hidat elbontották, a helyét pedig feltöltötték, így a sziget mesterséges félszigetté vált. Ez a település demográfiai fejlődésének időszaka, amikor a területe is kezdett a régi településmagon kívülre terjeszkedni. A mezőgazdaságon kívül a fő gazdasági ág az állattenyésztés volt, de emellett említésre méltók a szőlőültetvények is. 1797-ben a Velencei Köztársaság megszűnésével a település Habsburg Birodalom része lett. 1806-ban Napóleon csapatai foglalták el és 1813-ig francia uralom alatt állt. Napóleon bukása után ismét Habsburg uralom következett, mely az első világháború végéig tartott. A településnek 1857-ben 1463, 1910-ben 835 lakosa volt. Az I. világháború időszaka más területekhez hasonlóan súlyos terheket rótt az itteni lakosságra. Éhínség pusztított, melynek gyermekek és felnőttek egyaránt áldozatul estek. Az I. világháború után rövid ideig az Olasz Királyság, ezután a Szerb-Horvát-Szlovén Királyság, majd Jugoszlávia része lett. A második világháború idején ismét nehéz időszak következett a község életében. 1942. november 16-án hogy megbosszulja a partizánok által megölt tengerészei halálát hatalmas olasz sereg támadt Primošten vidékére. A támadásban az olasz hadsereg összes fegyverneme részt vett hajóágyúkkal, parti ütegekkel, tengerészgyalogsággal és két bombázógéppel támogatva. A támadásnak több mint ötven polgári lakos, köztük nők és gyermekek estek áldozatul. Számos ház leégett. A háború után ismét nehéz időszak következett, az újjáépítés időszaka. A település fejlődése csak az 1960-as évek elejétől indult meg. Bevezették a villanyt, a vizet, a telefont, 1964-ben megépült az Adria parti főút. Megélénkült a turizmus, sorra épültek a korszerű szállodák, 1966-ban a "Raduča", 1968-ban a "Zora" és a "Slava", 1971-ben a "Marina Lučica", 1983-ban a "Kremik". Valamivel később megépült a mintegy háromezer fős befogadóképességű "Adriatik" kemping. Primošten az Adria egyik legszebb üdülőhelyévé vált. A gyors fejlődést a délszláv háború eseményei szakították félbe, mely katasztrofális következményekkel járt a turizmusból élő településekre. A harcokban a községből mintegy háromszáz fiatal vett részt. A szerbek által telepített aknák még évekkel az események után is szedték áldozataikat. A település lakossága 2011-ben 1631 fő volt. Primošten lakói ma a turizmus mellett a szőlőtermesztésből, mezőgazdaságból, olívatermesztésből és halászatból élnek.

## Lakosság
| Lakosság változása | Lakosság változása | Lakosság változása | Lakosság változása | Lakosság változása | Lakosság változása | Lakosság változása | Lakosság változása | Lakosság változása | Lakosság változása | Lakosság változása | Lakosság változása | Lakosság változása | Lakosság változása | Lakosság változása | Lakosság változása |
| ------------------ | ------------------ | ------------------ | ------------------ | ------------------ | ------------------ | ------------------ | ------------------ | ------------------ | ------------------ | ------------------ | ------------------ | ------------------ | ------------------ | ------------------ | ------------------ |
| 1857               | 1869               | 1880               | 1890               | 1900               | 1910               | 1921               | 1931               | 1948               | 1953               | 1961               | 1971               | 1981               | 1991               | 2001               | 2011               |
| 1.463              | 1.742              | 783                | 773                | 1.144              | 835                | 3.700              | 2.682              | 1.230              | 1.227              | 1.156              | 1.407              | 1.540              | 1.745              | 1.761              | 1.631              |

## Nevezetességei
- A település központjában álló Szent György plébániatemplom[5] első említése 1681-ből származik.[6] Pontos építési ideje nem ismert, de valószínűleg a 16. században építették. Helyén a Gola Glava szigeten már előtte is állt templom, melyet 1485-ben a szigetre való betelepülést követően építettek. A régi templomhoz építették hozzá 1760-ban az új plébániatemplomot, melynek a régi templom a sekrestyéje lett. A templomnak eredetileg öt oltára volt, ezek közül azonban hármat és a főoltárt a II. vatikáni zsinat után 1963-ban lebontották. A főoltárból csak a szentségtartó és a Szent György kép maradt meg.[6]
- A Szent Rókus templom[7] eredetileg az Irgalmas Miasszonyunk és Szent Szpiridon tiszteletére volt szentelve. Ez a kis templom a falakon kívül állt és 1553-ban említik először.[6] 1680-ban bővítették és hálából a pestisjárványtól való megszabadítás emlékére Szent Rókus tiszteletére szentelték fel. 1680-ban és 1686-ban kelt végrendeletekben már Szent Rókus templomként szerepel.[6] Hagyomány, hogy a Nagyboldogasszony napja utáni első napon augusztus 16-án reggel és este összegyűlik Primošten népe, hogy kérje a szentet, hogy védje meg őket valamennyi betegségtől, különösen a múltban oly gyakori fertőző betegségektől.
- A prhovoi Szent György templom középkori eredetű. Egy régebbi, apszissal rendelkező  egyhajós templomból, és egy nagyobb egyhajós részből áll, amelyet a nyugati oldalhoz építettek. A templom nyugat-keleti tájolású. A régebbi rész tetejét kőlapok borítják, a hajót dongaboltozattal, az apszist pedig félkupolával boltozták. A templom újabb részének északi oldalán egy többszintes harangtornyot építettek a főhomlokzat mellé. A régebbi templom középkori, román stílusjegyekkel rendelkezik.[8]
- Primošten híres kiterjedt szőlőültetvényeiről. A primošteni szőlősorok képe az ENSZ New York-i székházának falán is látható. A szőlőültetvényekkel telepített jellegzetes mezőgazdasági táj Bucavac, mely Primoštentől 3 km-re délre található. Körülbelül 18 hektárnyi sziklás talajú területről van szó, amelyet 1947-ben megtisztítottak és szőlőültetvényekké alakítottak. Ami Bucavacot kiemeli a hasonló tájak kontextusából, az az egyre zsugorodó földterület kazettázás kialakítási módja. A kisméretű kazetták (helyi nevén vlačica) hálózatát alacsony kőrakások határolják. A helyi lakosság ezeket a tenger partjára merőleges kazettasorokat tirádáknak nevezi. Az egymás mellé rakott tirádák sorozata így egy ortogonális hálózatot képez, amely alkalmazkodik a terület partvonalához. A területen hagyományosan a horvát őshonos Babić fajta szőlőtőkéjét termesztik, amelyből kiváló minőségű, azonos nevű vörösbort nyernek.[9]
- Minden nyáron megrendezik a település híres szamárversenyét.
- Primošten Mala Raduča terét a tíz legszebb horvátországi tér egyikévé választották.
- A „Gradina Kremik” egy régészeti lelőhely, mely a Primoštentől 1,5 km-re délkeletre fekvő, azonos nevű hegy tetején (169,8 méteres magasságban) található. A hegytetőn, körülbelül 1,5 hektáron őskori erődített település maradványai találhatók. Az egykori település területét az északi és a keleti oldalon kb. 400 m hosszú, szárazon rakott kőfal védte, melynek maradványai az Állami Geodézia által készített 1: 5000 méretarányú ortofotó térképen jól láthatók. A fal 1,5 m magasságig helyenként még áll, szélessége 2,5 és 4 m között változik. A bejárat a település északkeleti oldalán volt. A déli oldalon található kertterületet természetes szikla védi. A falakon belül több kőhalom látható, amelyek egykori építmények létezésére utalnak. A lelőhely felszínén őskori kerámiák töredékeit találták, de régészeti kutatásokat eddig még nem végeztek.[10]

## Gazdaság
A helyi gazdaság alapját a turizmus képezi. Mellette még a hagyományos szőlőtermesztés és olívatermesztés adja a lakosság főbb bevételi forrását.

## Kultúra
- Kulturális és művészeti egyesülete a KUD "Sv. Juraj" Primošten Stanovi, melyet 1998-ban alapítottak. Az egyesületnek ének, drámai, folklór és irodalmi csoportjai működnek.
- Minden évben megrendezésre kerül a Mediterrán Néprajzi Fesztivál
- A településnek saját fúvószenekara van.
- A csipke készítésének hagyományos művészete Primosten és Rogoznica területén az egyszerűbb csipke tűvel történő készítésének módszeréhez tartozik. E csipke elkészítéséhez egy vékony fehér szálat használnak, amelyet a szegénység időszakában kék szál vagy cérna váltott fel.[11]

## Sport
- "Primošten" vízilabdaklub
- "JK Primošten" vitorlásklub
- "RK Spongiola" búvárklub
- "MNK Primošten" kispályás labdarúgóklub
- "Primošten" bowlingklub

## Képgaléria

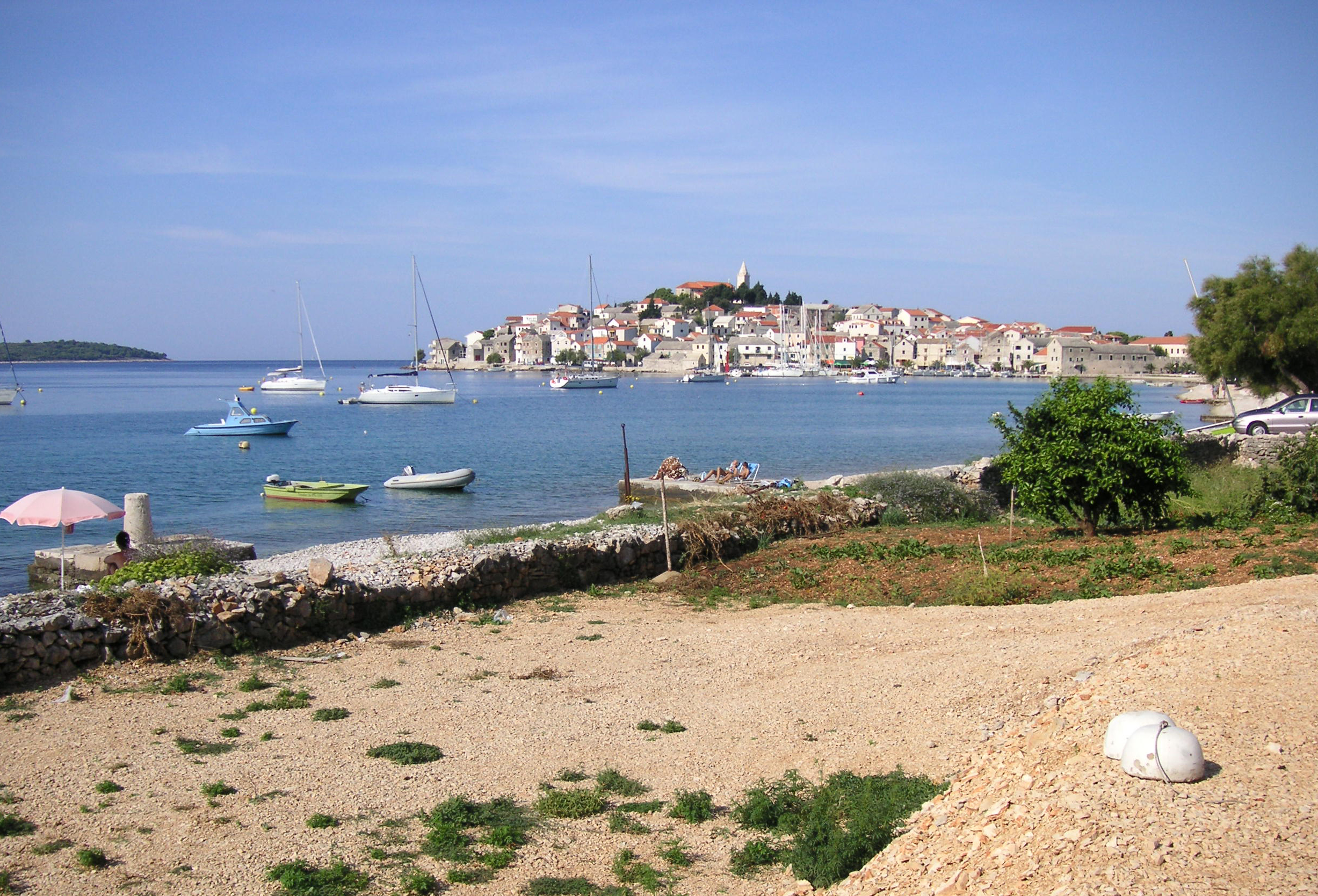
A félsziget
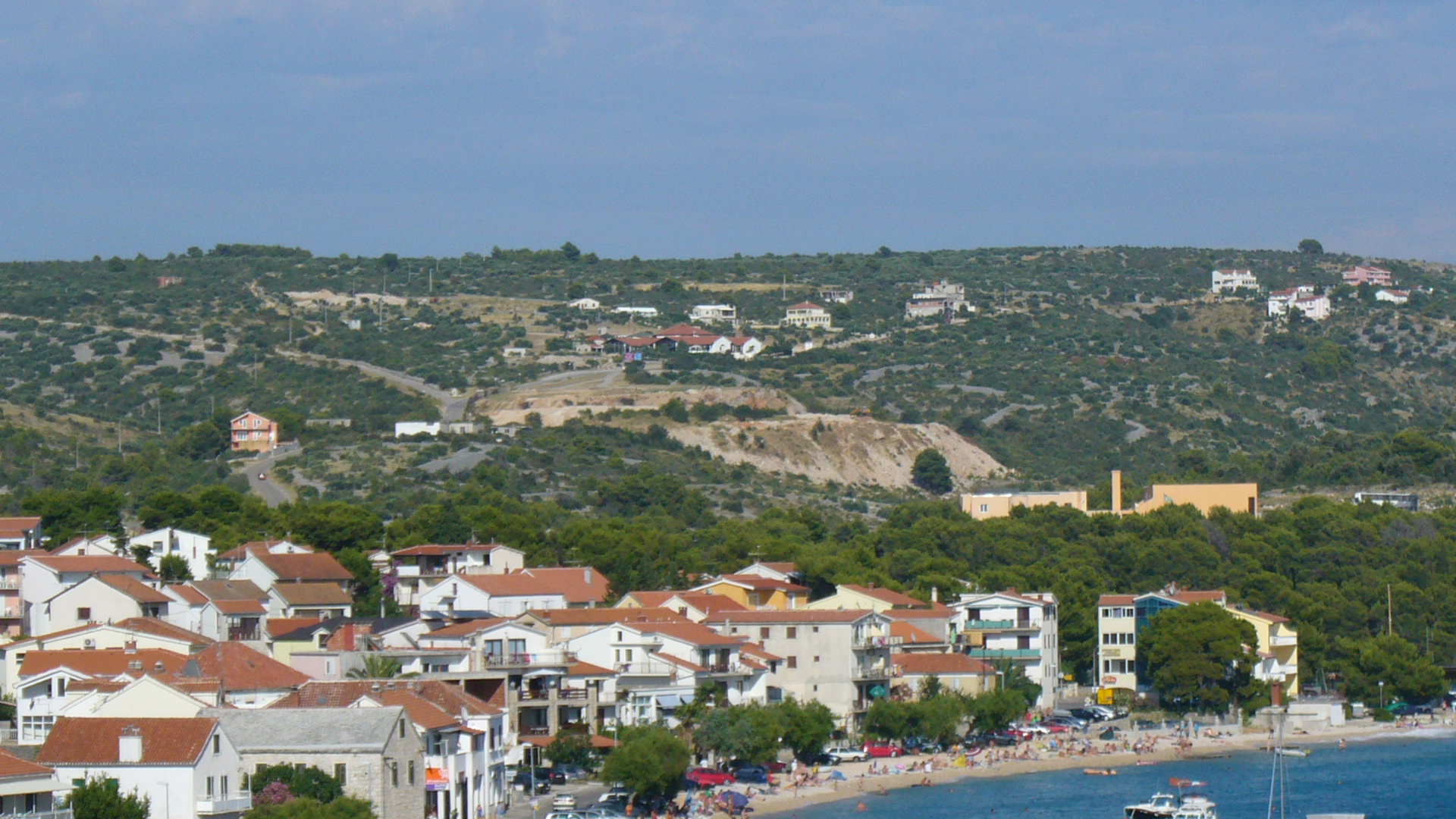
A város a félszigetről
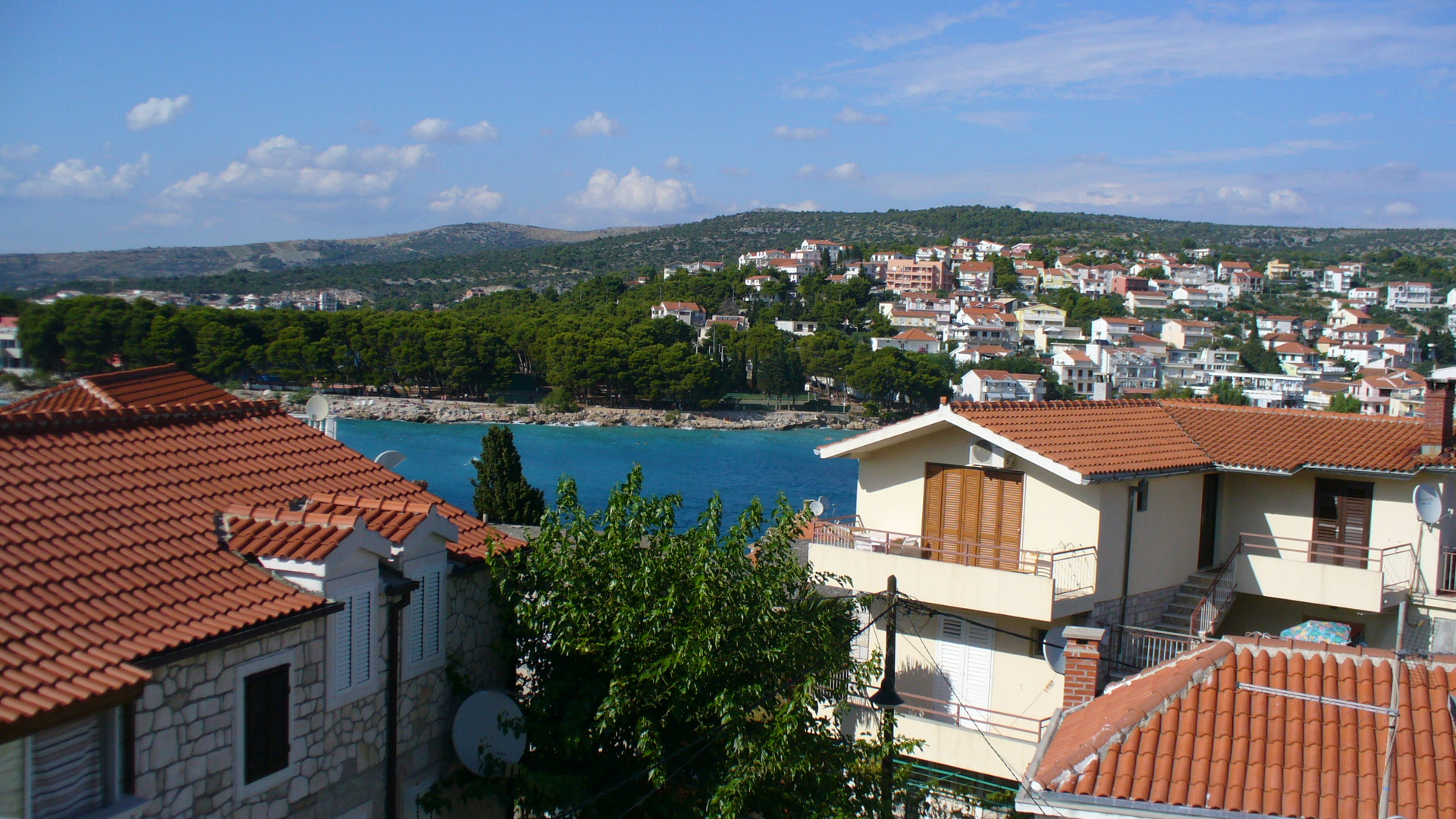
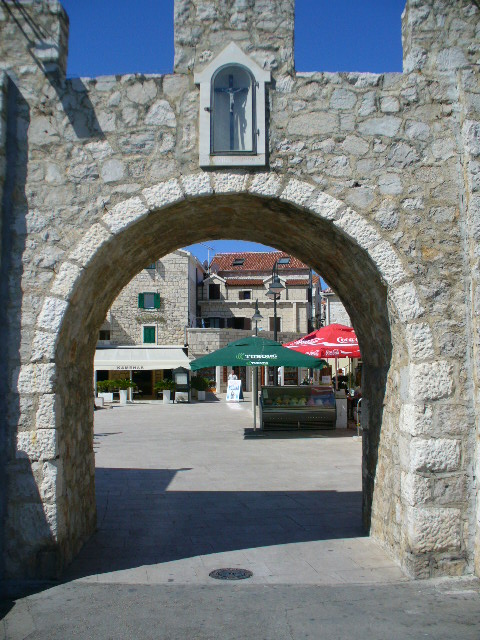
Az óváros kapuja
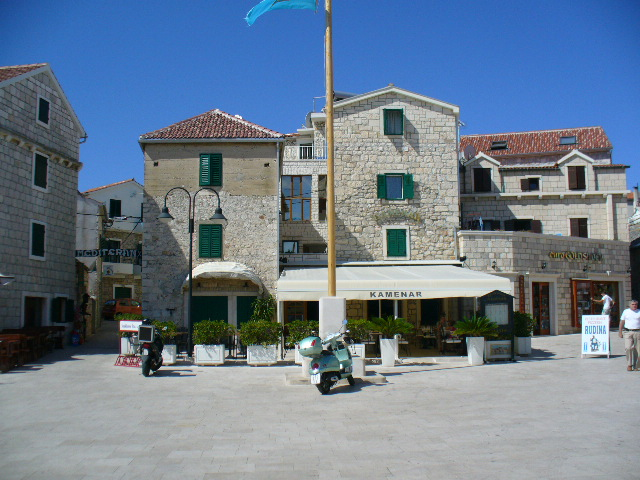
A főtér
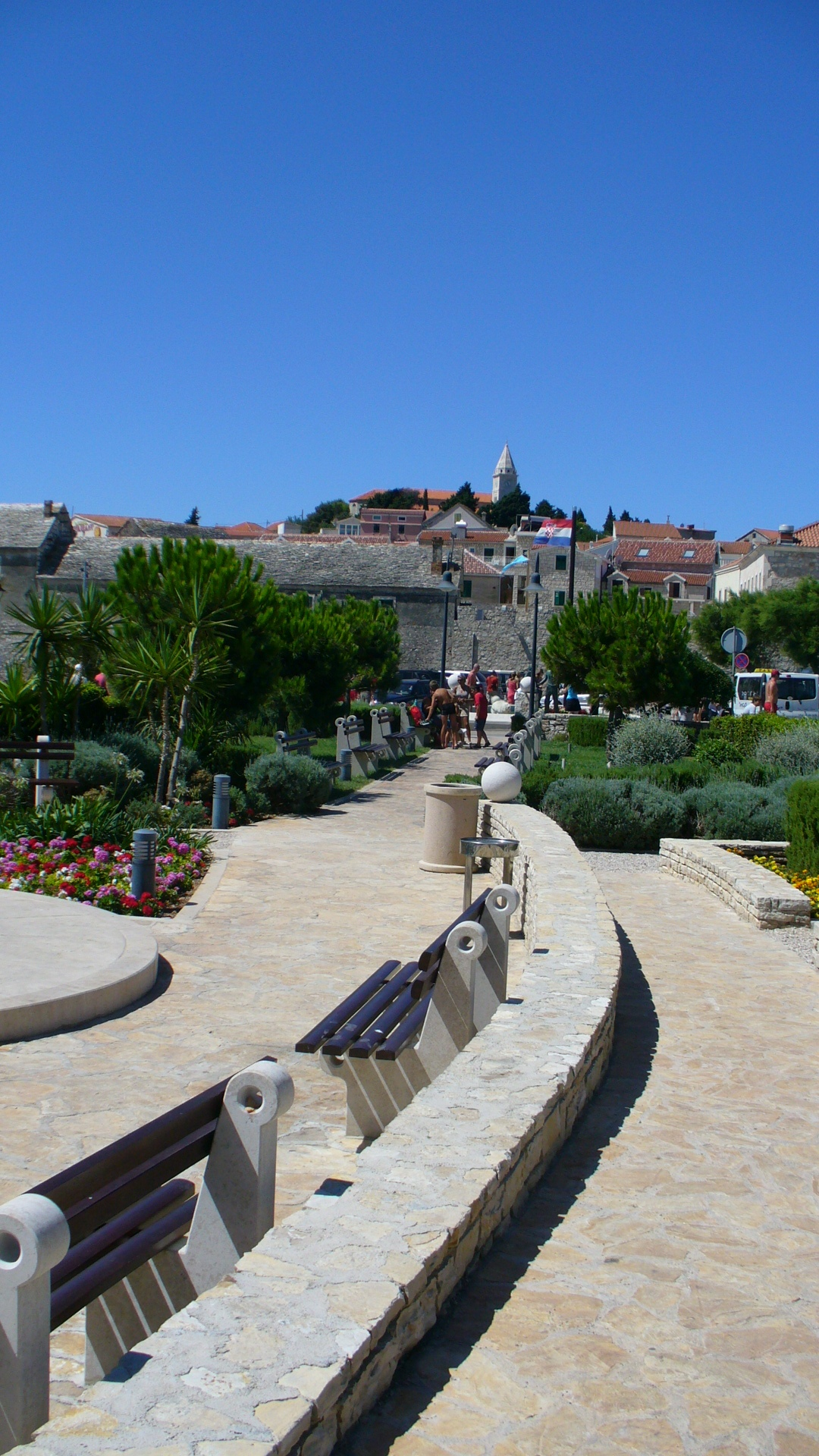
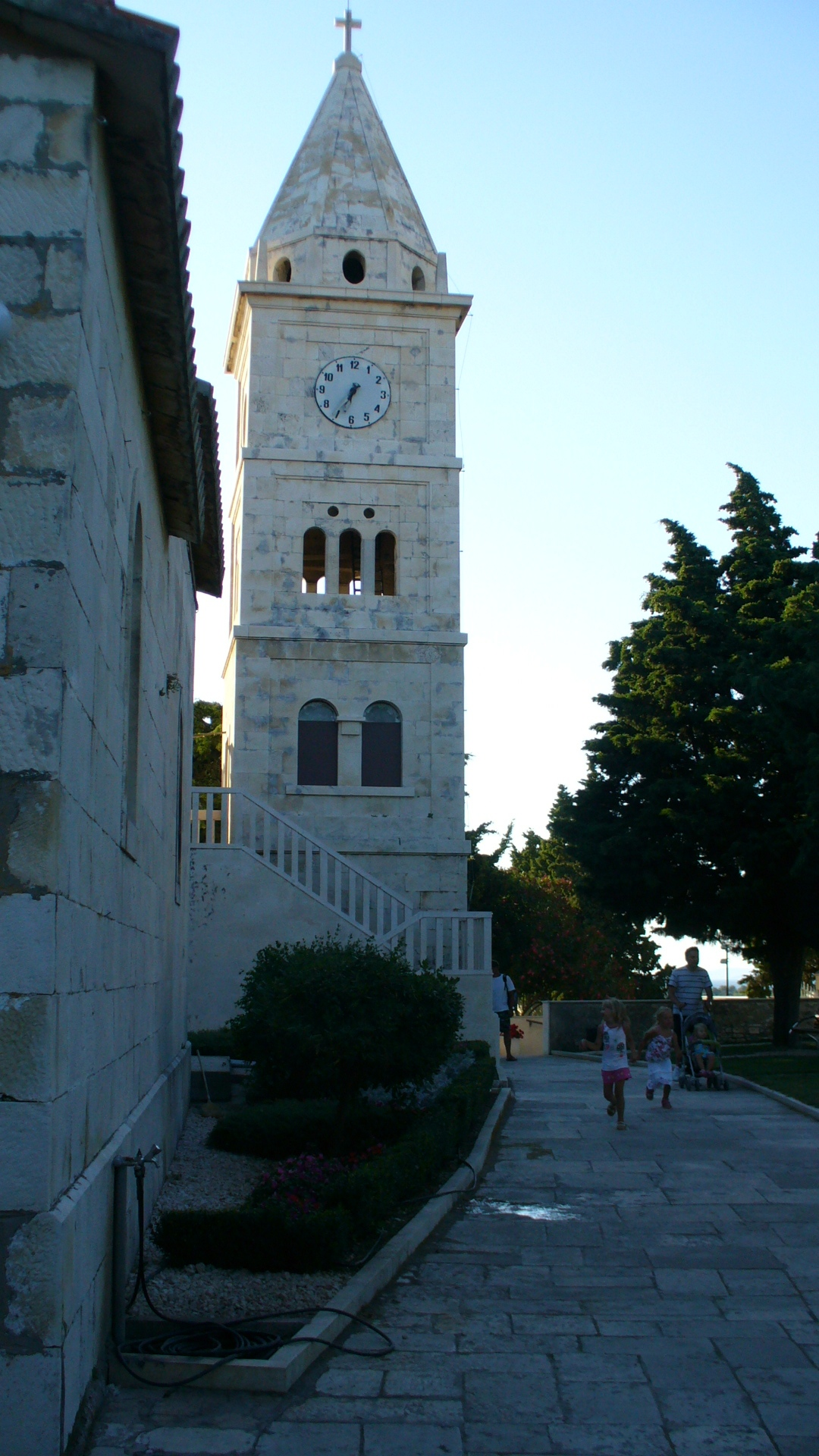
Szent György templom
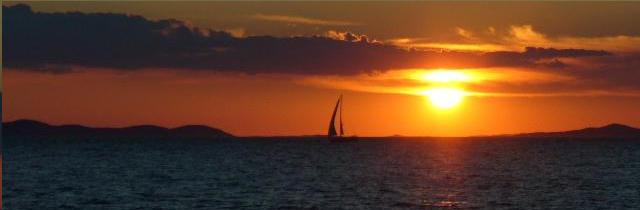
Primošteni naplemente